# Yehoshua Zettler

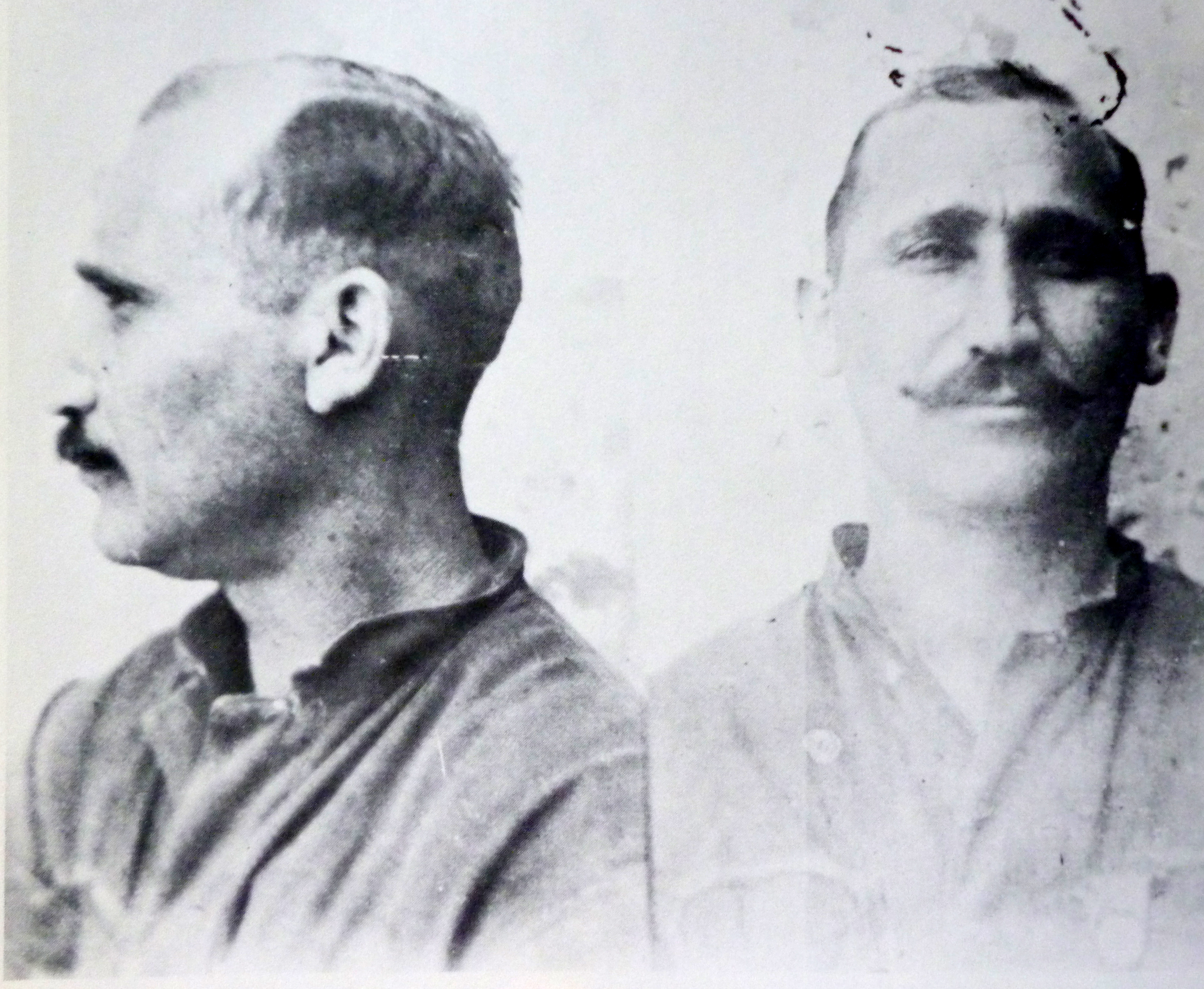
Brittiskt polisfoto av Yehoshua Zettler, 1947.

Yehoshua Zettler (hebreiska: יהושע זטלר), född 15 juli 1917 i Kfar Saba, Osmanska riket (nu i Israel), död 20 maj 2009 i Israel, var en israelisk befälhavare inom Sternligan.

## Biografi
Zettler var involverad i Haganah 1931–33, i Irgun 1933–40 och därefter i Sternligan. Han deltog i ett bankrån i Tel Aviv och dömdes 1941 till 15 år fängelse, men lyckades rymma i maj 1947.
Han ledde i april 1948 attacken mot den palestinska byn Deir Yassin, som resulterade i Deir Yassin-massakern. År 1993 erkände han att han hade beordrat mordet på FN:s medlare Folke Bernadotte i Jerusalem i september 1948.
Efter Israels självständighetskrig fortsatte Zettler vara aktiv inom den israeliska politiska högern. Han bosatte sig på senare år i Tel Aviv och drev en bensinmack i Jaffa.